# テクネ 映像の教室
テクネ 映像の教室（テクネ えいぞうのきょうしつ）は2012年からNHK Eテレで放送されている教養番組。番組中において番組名はTECHNEとアルファベット表記される。

## 概要
クリエイターの卵や映像に興味を持つ若い人たちに向けた教養番組。
テーマに沿った表現技法が用いられた映画・プロモーションビデオ・ミュージックビデオを紹介しつつ、その技法がどう効果的に使われているかの説明や、それらを手掛けるクリエイターのインタビューで、表現する経緯や目的が語られる。
アイキャッチではタイトルでも流れている「TECHNE」の文字や音声を軸に、こちらもテーマに沿った表現技法で放送される。また、これらの製作においてもインタビューが流れることがある。
放送時期は不定期。また、5分に再構成された「プチテクネ」も同じくNHK Eテレにて放映される。

### 番組構成
番組毎にテーマとなる映像技法が1つ取り上げられ、その技法を中心に番組が進行する。
- テクネ・ワークス - テーマに沿って作られた映像の紹介と解説。映画からミュージックビデオまで多岐にわたる。
- テクネ・トライ - 映像作家がテーマとなる技法を駆使した作品を制作する。作品だけでなくメイキングやインタビューのシーンも放映され、作家によってコンセプトや工夫が語られる。
- テクネ・ID - テクネ・ワークスとテクネ・トライの切り替えなどで放映されるテーマに沿ったアイキャッチ映像。第2シーズンからは「みんなのテクネ」と称して視聴者からの投稿を受け付けており、番組Webサイトで番組ロゴなどの素材が配布されている[1]。
- テクネ・スタジオ - 一部の回のみ放映。作家や料理研究家、お笑い芸人といった、普段は映像制作と接点のない人々が番組スタッフのサポートの下で初めての映像制作にチャレンジする。

番組で放映された映像は番組サイトにて紹介・公開されている。

## 放送リスト
| シリーズ | シリーズ | テーマ                    | 出演アーティスト                                             | 初回放送日時                   |
| -------- | -------- | ------------------------- | ------------------------------------------------------------ | ------------------------------ |
| 1        | 第1弾    | ストップモーション        | 長田拓也、TYMOTE                                             | 2012年03月26日 月曜24:50-25:05 |
| 1        | 第1弾    | 影                        | 岡本将徳、辻川幸一郎                                         | 2012年03月27日 火曜24:50-25:05 |
| 1        | 第1弾    | マルチスクリーン          | 土岐梓、クワクボリョウタ                                     | 2012年03月28日 水曜24:50-25:05 |
| 1        | 第2弾    | 時間操作                  | 横田将士、鈴木康広                                           | 2012年08月20日 月曜24:10-24:25 |
| 1        | 第2弾    | プロジェクション          | 井上涼、真鍋大度+石橋素                                      | 2012年08月21日 火曜24:10-24:25 |
| 1        | 第2弾    | サンプリング              | 関和亮、近藤寛史                                             | 2012年08月22日 水曜24:10-24:25 |
| 1        | 特集     | メーキング特集            | 川村真司、岡本将徳                                           | 2012年12月28日 金曜23:00-23:30 |
| 1        | 第3弾    | タイポグラフィ            | ひらのりょう、吉田ユニ                                       | 2013年01月02日 水曜23:15-23:30 |
| 1        | 第3弾    | 撮影機材                  | ホンマタカシ、細金卓矢                                       | 2013年01月03日 木曜24:00-24:15 |
| 1        | 第3弾    | クラウドソーシング        | エキソニモ、児玉裕一                                         | 2013年01月04日 金曜24:00-24:15 |
| 1        | 第4弾    | ループ                    | 丹下紘希、水尻自子                                           | 2013年03月16日 土曜23:25-23:40 |
| 1        | 第4弾    | ワイプ                    | 田中秀幸、関根光才                                           | 2013年03月23日 土曜23:25-23:40 |
| 1        | 第4弾    | ロトスコープ              | 田向潤、植草航                                               | 2013年03月30日 土曜23:25-23:40 |
| 2        | 特集     | メーキング特集2           | 高木正勝、川村真司                                           | 2013年08月07日 水曜18:55-19:25 |
| 2        | 第1弾    | ストップモーション2       | 新井風愉、津田道子                                           | 2013年08月26日 月曜24:30-24:45 |
| 2        | 第1弾    | 時間操作2                 | 大西景太、伊東玄己、宮永愛子                                 | 2013年08月27日 火曜24:30-24:45 |
| 2        | 第1弾    | プロジェクション2         | 長添雅嗣、姫田真武、ナイツ                                   | 2013年08月28日 水曜24:30-24:45 |
| 2        | 第2弾    | 影2                       | 高木正勝、AC部                                               | 2014年01月01日 水曜25:30-25:45 |
| 2        | 第2弾    | マルチスクリーン2         | 中村勇吾、中田彩郁                                           | 2014年01月02日 木曜25:05-25:20 |
| 2        | 第2弾    | ループ2                   | TAKCOM、大月壮                                               | 2014年01月03日 金曜24:45-25:00 |
| 2        | 第3弾    | ワイプ2                   | 重田佑介、越田乃梨子                                         | 2014年03月21日 金曜25:45-26:00 |
| 2        | 第3弾    | タイポグラフィ2           | 秦俊子、柴田大平                                             | 2014年03月22日 土曜25:25-25:40 |
| 2        | 第3弾    | ロトスコープ2             | 田中裕介、大山慶                                             | 2014年03月23日 日曜23:35-23:50 |
| 3        | 第1弾    | ポイント・オブ・ビュー    | 田辺秀伸、和田淳                                             | 2014年08月16日 日曜00:30-00:45 |
| 3        | 第1弾    | 同ポジ                    | 坂本渉太、古屋遙                                             | 2014年08月24日 日曜00:30-00:45 |
| 3        | 第1弾    | シンクロ                  | 松村麻郁、ファンタジスタ歌磨呂                               | 2014年08月31日 日曜00:00-00:15 |
| 3        | 第2弾    | だまし絵                  | 池亜佐美、田村友一郎                                         | 2014年12月14日 日曜00:00-00:15 |
| 3        | 第2弾    | ワンカット                | ショウダユキヒロ、秋野翔一                                   | 2014年12月21日 日曜00:00-00:15 |
| 3        | 第2弾    | プログラミング            | 清水幹太、YKBX                                               | 2014年12月28日 日曜00:00-00:15 |
| 3        | 特集     | テクネIDアワード          | 小林賢太郎、須永秀明                                         | 2015年03月15日 日曜16:30-16:59 |
| 4        | 第1弾    | ストップモーション3       | 鈴木康弘、曽根光揮                                           | 2015年08月13日 木曜23:30-23:45 |
| 4        | 第1弾    | マルチスクリーン3         | 古屋遙、目                                                   | 2015年08月20日 木曜23:30-23:45 |
| 4        | 第1弾    | タイポグラフィ3           | AC部、菱川勢一                                               | 2015年08月27日 木曜23:30-23:45 |
| 4        | 第2弾    | 時間操作3                 | 大月壮、谷川英司                                             | 2015年12月31日 木曜24:20-24:35 |
| 4        | 第2弾    | プロジェクション3         | クワクボリョウタ、シシヤマザキ                               | 2015年12月31日 木曜24:35-24:50 |
| 4        | 第2弾    | だまし絵2                 | CEKAI(井口/牧)、清水貴栄                                     | 2015年12月31日 木曜24:50-25:05 |
| 4        | 特集     | テクネIDアワード 2        |                                                              | 2016年03月26日 土曜23:30-24:00 |
| 4        | 特集     | テクネ in ニューヨーク    | 川村真司 他多数                                              | 2016年03月29日 火曜23:25-23:40 |
| 5        | 第1弾    | ロトスコープ3             | 大橋麦                                                       | 2016年08月12日 金曜22:45-23:00 |
| 5        | 第1弾    | 同ポジ2                   | 牧野惇                                                       | 2016年08月19日 金曜22:45-23:00 |
| 5        | 第1弾    | ループ3                   | トーチカ                                                     | 2016年08月26日 金曜22:45-23:00 |
| 5        | 特集     | テクネIDアワード3         |                                                              | 2017年03月25日 土曜23:00-23:30 |
| 6        | 第1弾    | クリエイティブ・プロセス  |                                                              | 2017年08月27日 日曜00:25-00:40 |
| 6        | 第1弾    | クリエイティブ・プロセス2 |                                                              | 2017年09月03日 日曜00:25-00:40 |
| 6        | 第1弾    | クリエイティブ・プロセス3 |                                                              | 2017年09月10日 日曜00:25-00:40 |
| 6        | 第2弾    | クリエイティブ・プロセス4 |                                                              | 2018年01月07日 日曜00:30-00:45 |
| 6        | 第2弾    | クリエイティブ・プロセス5 |                                                              | 2018年01月14日 日曜00:30-00:45 |
| 6        | 第2弾    | クリエイティブ・プロセス6 |                                                              | 2018年01月21日 日曜00:30-00:45 |
| 7        | 特集     | 8K・テクネ                | 新井風愉、曽根光揮、谷川英司、辻川幸一郎、古屋遙             | 2018年07月15日 日曜00:00-00:30 |
| 8        | 特集     | うたテクネ                | ひらのりょう、田辺秀伸、大西景太、水尻自子、村田朋泰、関和亮 | 2019年01月2日 水曜18:15-18:45  |

## 定時番組
| 放送期間                      | 放送時間        |
| ----------------------------- | --------------- |
| 2016年4月8日 - 2016年12月16日 | 金曜22:45-23:00 |

## DVD
- テクネ映像の教科書 DVD BOOK (小学館)